# Lolliguncula mercatoris
Lolliguncula mercatoris är en bläckfiskart som beskrevs av Adam 1941. Lolliguncula mercatoris ingår i släktet Lolliguncula och familjen kalmarer. Inga underarter finns listade i Catalogue of Life.